# Jonzac (quận)
Quận Jonzac là một quận của Pháp, nằm ở tỉnh Charente-Maritime, ở vùng Nouvelle-Aquitaine. Quận này có 7 tổng và 114 xã.

## Các đơn vị hành chính

### Các tổng
Các tổng của quận Jonzac là: 
1. Archiac
2. Jonzac
3. Mirambeau
4. Montendre
5. Montguyon
6. Montlieu-la-Garde
7. Saint-Genis-de-Saintonge

### Các xã
Các xã của quận Jonzac, và mã INSEE là: 
| 1. Agudelle (17002)                    | 2. Allas-Bocage (17005)                 | 3. Allas-Champagne (17006)            | 4. Archiac (17016)                     |
| 5. Arthenac (17020)                    | 6. Bedenac (17038)                      | 7. Bois (17050)                       | 8. Boisredon (17052)                   |
| 9. Boresse-et-Martron (17054)          | 10. Boscamnant (17055)                  | 11. Bran (17061)                      | 12. Brie-sous-Archiac (17066)          |
| 13. Bussac-Forêt (17074)               | 14. Celles (17076)                      | 15. Cercoux (17077)                   | 16. Chamouillac (17081)                |
| 17. Champagnac (17082)                 | 18. Champagnolles (17084)               | 19. Chartuzac (17092)                 | 20. Chatenet (17095)                   |
| 21. Chaunac (17096)                    | 22. Chepniers (17099)                   | 23. Chevanceaux (17104)               | 24. Cierzac (17106)                    |
| 25. Clam (17108)                       | 26. Clion (17111)                       | 27. Clérac (17110)                    | 28. Consac (17116)                     |
| 29. Corignac (17118)                   | 30. Courpignac (17129)                  | 31. Coux (17130)                      | 32. Expiremont (17156)                 |
| 33. Fontaines-d'Ozillac (17163)        | 34. Germignac (17175)                   | 35. Givrezac (17178)                  | 36. Guitinières (17187)                |
| 37. Jarnac-Champagne (17192)           | 38. Jonzac (17197)                      | 39. Jussas (17199)                    | 40. La Barde (17033)                   |
| 41. La Clotte (17113)                  | 42. La Genétouze (17173)                | 43. Le Fouilloux (17167)              | 44. Le Pin (17276)                     |
| 45. Lonzac (17209)                     | 46. Lorignac (17210)                    | 47. Lussac (17215)                    | 48. Léoville (17204)                   |
| 49. Messac (17231)                     | 50. Meux (17233)                        | 51. Mirambeau (17236)                 | 52. Moings (17238)                     |
| 53. Montendre (17240)                  | 54. Montguyon (17241)                   | 55. Montlieu-la-Garde (17243)         | 56. Mortiers (17249)                   |
| 57. Mosnac (17250)                     | 58. Mérignac (17229)                    | 59. Neuillac (17258)                  | 60. Neulles (17259)                    |
| 61. Neuvicq (17260)                    | 62. Nieul-le-Virouil (17263)            | 63. Orignolles (17269)                | 64. Ozillac (17270)                    |
| 65. Plassac (17279)                    | 66. Polignac (17281)                    | 67. Pommiers-Moulons (17282)          | 68. Pouillac (17287)                   |
| 69. Rouffignac (17305)                 | 70. Réaux (17295)                       | 71. Saint-Aigulin (17309)             | 72. Saint-Bonnet-sur-Gironde (17312)   |
| 73. Saint-Ciers-Champagne (17316)      | 74. Saint-Ciers-du-Taillon (17317)      | 75. Saint-Dizant-du-Bois (17324)      | 76. Saint-Dizant-du-Gua (17325)        |
| 77. Saint-Eugène (17326)               | 78. Saint-Fort-sur-Gironde (17328)      | 79. Saint-Genis-de-Saintonge (17331)  | 80. Saint-Georges-Antignac (17332)     |
| 81. Saint-Georges-des-Agoûts (17335)   | 82. Saint-Germain-de-Lusignan (17339)   | 83. Saint-Germain-de-Vibrac (17341)   | 84. Saint-Germain-du-Seudre (17342)    |
| 85. Saint-Grégoire-d'Ardennes (17343)  | 86. Saint-Hilaire-du-Bois (17345)       | 87. Saint-Maigrin (17357)             | 88. Saint-Martial-de-Mirambeau (17362) |
| 89. Saint-Martial-de-Vitaterne (17363) | 90. Saint-Martial-sur-Né (17364)        | 91. Saint-Martin-d'Ary (17365)        | 92. Saint-Martin-de-Coux (17366)       |
| 93. Saint-Maurice-de-Tavernole (17371) | 94. Saint-Médard (17372)                | 95. Saint-Palais-de-Négrignac (17378) | 96. Saint-Palais-de-Phiolin (17379)    |
| 97. Saint-Pierre-du-Palais (17386)     | 98. Saint-Sigismond-de-Clermont (17402) | 99. Saint-Simon-de-Bordes (17403)     | 100. Saint-Sorlin-de-Conac (17405)     |
| 101. Saint-Thomas-de-Conac (17410)     | 102. Sainte-Colombe (17319)             | 103. Sainte-Lheurine (17355)          | 104. Sainte-Ramée (17390)              |
| 105. Salignac-de-Mirambeau (17417)     | 106. Semillac (17423)                   | 107. Semoussac (17424)                | 108. Soubran (17430)                   |
| 109. Souméras (17432)                  | 110. Sousmoulins (17433)                | 111. Tugéras-Saint-Maurice (17454)    | 112. Vanzac (17458)                    |
| 113. Vibrac (17468)                    | 114. Villexavier (17476)                |                                       |                                        |